# Émile Wenz

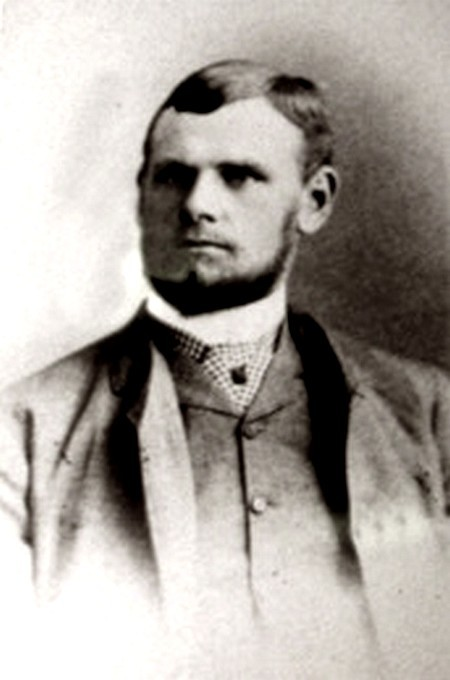
Émile Wenz (circa 1890)

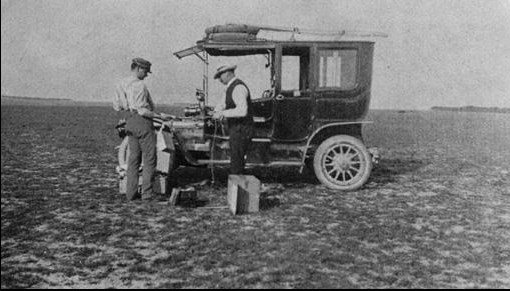
Wenz auf dem Strand in Berck

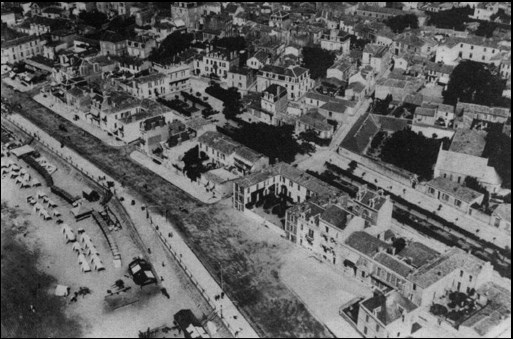
Seebad Berck

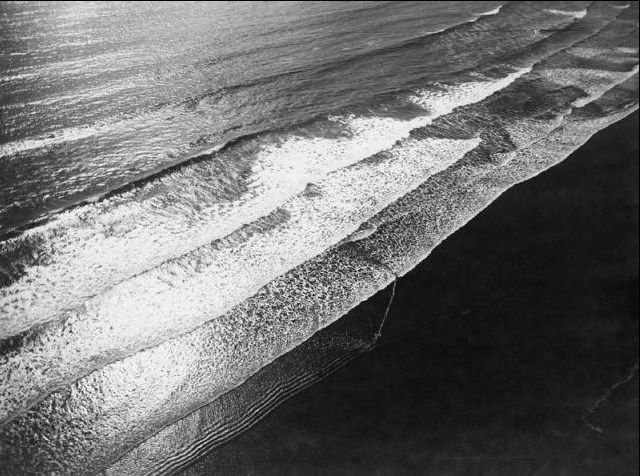
Brandung

Émile Wenz (geboren 26. Mai 1863 in Reims; gestorben 9. Januar 1940 in Bayeux) war ein französischer Wollhändler und ein Pionier der Luftbildfotografie.

## Leben
Émile Wenz war das erste von fünf Kindern des Wollhändlers Emile Wenz (1834–1926) und der Marie Dertinger (1839–1925), die 1858 aus Brackenheim im Königreich Württemberg nach Reims ausgewandert waren. Der Maler Frédéric Wenz (1865–1940) war einer seiner Brüder, ebenso der australische Schriftsteller Paul Wenz (1869–1939). Wenz erlernte den Wollhandel von der Pike auf. Erst nach dem Tod des Vaters 1926 konnte er zusammen mit seinem jüngeren Bruder Alfred die Leitung des Familienbetriebs übernehmen. Wenz heiratete 1888 die aus Marseille stammende Mairie Pauline Chaponnière (1861–1945), sie hatten drei Kinder.
Als junger Mann machte er eine Weltreise, auch um das Wollhandelsgeschäft kennenzulernen, als Resultat brachte er eine ägyptische Mumie aus dem Alten Ägypten mit, die an das Museum in Reims ging, und er veröffentlichte 1886 ein Reisetagebuch. Wenz gehörte zum Organisationskomitee der ersten Flugschau der Welt, der Grande Semaine d'aviation de la Champagne 1909 in Reims.
Um 1880 begann er zu fotografieren. Die Resultate veröffentlichte er in der Schriftenreihe der
Académie nationale de Reims, die ihn 1913 zu ihrem Mitglied wählte. Wenz verfeinerte die Techniken der 1888 von Arthur Batut erstmals angewandten Luftbildfotografie mit Drachen. Er hielt sich dafür wie auch andere Fotografen im Seebad Berck auf.

## Schriften (Auswahl)
- Mon Journal, voyage autour du monde 1884–1885. Paris : Plon, 1886.
- Photographie Aérienne par cerfs-volants, in: Annuaire de photographie, 1908, S. 355–376. PDF, mit Konstruktionszeichnungen, Fotografien des Geräts und Luftbildaufnahmen.
- Note sur la métrophotographie en France et à l'étranger, 1912.